# Miguel Álvarez de Toledo y Pimentel
Miguel Ignacio Álvarez de Toledo y Pimentel (m. 11 de febrero de 1735) fue un noble español, IX  marqués de Távara y X conde de Villada.

## Biografía
Fue hijo de Antonio Álvarez de Toledo Osorio y Fernández de Córdoba —segundo hijo de Fadrique Álvarez de Toledo Osorio y Ponce de León, IV duque de Fernandina, II marqués de Villanueva de Valdueza, etc., y de su mujer Manuela de Córdoba y Cardona—, y de Ana María Pimentel y Fernández de Córdoba, VIII marquesa de Távara.
Siendo Miguel el marqués de Távara, este título recibió la grandeza de España el 1 de marzo de 1729. El marqués de Távara fue clavero de la Orden de Alcántara.

## Matrimonio y descendencia
Casó en primeras nupcias en 1719 con  María Antonia de Toledo Osorio y Moncada. Contrajo un segundo matrimonio el 10 de enero de 1724 con  María Francisca de Silva y Gutiérrez de los Ríos, XI duquesa del Infantado, etc. 
Su hijo del segundo matrimonio, Pedro de Alcántara Álvarez de Toledo y Silva (1729-1790) le sucedió como X marqués de Távara, XII duque del Infantado y demás títulos.